# John Hammond (personaggio)
John Alfred Hammond è un personaggio immaginario del franchise di Jurassic Park.
Apparso per la prima volta nel romanzo Jurassic Park di Michael Crichton, è il fondatore della InGen e il creatore del parco di dinosauri chiamato Jurassic Park. Negli adattamenti cinematografici di Steven Spielberg, il personaggio è interpretato dall'attore inglese Richard Attenborough e compare nei film Jurassic Park (1993) e Il mondo perduto - Jurassic Park (1997).

## Biografia del personaggio

### Romanzi
John Hammond è l'antagonista principale del primo romanzo della serie Jurassic Park (1990). È il creatore di Jurassic Park e il fondatore della InGen, nonché della Fondazione Hammond, con la quale finanzia gli scavi sui fossili solo in determinate zone degli Stati Uniti d'America, primi tra tutti quelli condotti da Alan Grant nello stato del Montana. Sfruttando un elefantino modificato geneticamente, dalle dimensioni di un gatto e il comportamento di un roditore, Hammond, coadiuvato dall'avvocato Donald Gennaro, riesce a farsi finanziare molto copiosamente per fondare la InGen, una società genetica che subito tiene nascosto il proprio principale obiettivo: la creazione di un parco di divertimenti in cui esporre dinosauri clonati. I suoi principali finanziatori sono Hamaguri e Densaka, due grossi consorzi giapponesi, e lo studio legale Ross, Cowan e Stern, a cui Donald Gennaro appartiene.
Nel 1979, trattando con il governo locale, compra Isla Nublar, un'isola al largo della Costa Rica, dove tramite il dottor Henry Wu riesce a clonare dinosauri recuperandone il DNA dalle zanzare fossilizzate nell'ambra. Ma il suo progetto, tenuto fanaticamente segreto nei successivi dieci anni, crolla miseramente a causa di Dennis Nedry, il tecnico dei sistemi che, per guadagnare un milione e mezzo di dollari, manipola i computer e le comunicazioni per poter rubare i campioni genetici delle quindici specie di dinosauri clonati e venderli ad un'azienda concorrente, la Biosyn. Durante la carenza di corrente, i dinosauri evadono dai recinti, e il personale perde il controllo di Isla Nublar.
Hammond si ostina a non voler vedere i rischi di una simile realizzazione biologica, sebbene il matematico texano Ian Malcolm gli ripeta con chiarezza che controllare i dinosauri sia al di là delle capacità umane, e non presta attenzione nemmeno al genetista Henry Wu, il quale vorrebbe sostituire i dinosauri con altri esemplari modificati in modo tale da risultare meno letali e meglio gestibili. Verso la fine del romanzo, nonostante la fuga di molti dei suoi dinosauri dai recinti, Hammond si rifiuta di credere che il suo parco sia diventato un fallimento: pensando a ciò che è successo, giustifica le recenti tragedie attribuendone la causa alla presunta inadeguatezza dei suoi collaboratori. Una volta che tutti i raptor se ne vanno dall'edificio, esce per fare una passeggiata e sente il ruggito di un tirannosauro. Inconscio del fatto che era solo suo nipote Tim che giocava con gli altoparlanti, salta sotto una collina e si rompe una caviglia. Prima di potersi arrampicare sulla collina, viene ucciso da un grande gruppo di Procompsognathus, piccoli dinosauri carnivori, progettati per essere divoratori di carogne.
Nel romanzo sequel Il mondo perduto (1995), Ian Malcolm rivela brevemente i veri segreti dietro l'incidente della InGen, passando in rassegna le strategie di investimento di Hammond e l'ascesa al potere monetario. Descrive il motivo per cui il parco è fallito all'esistenza di Isla Sorna. Secondo Ed James, che stava indagando sull'incidente originale del parco, Hammond è semplicemente morto su Isla Nublar mentre era in viaggio d'affari.

### Trilogia diJurassic Park
Nell'adattamento cinematografico del romanzo, la personalità di John Hammond nei film è quasi l'opposto di quella del romanzo, condividendo solo la sua eccentricità. Hammond è raffigurato come un capitalista scozzese gentile, gioviale e carismatico che si assume la responsabilità delle sue azioni, un nonno e leader comprensivo e amorevole che ha buone intenzioni e cerca di tenere tutti al sicuro. Nonostante apprezzi il denaro, sembra meno interessato al profitto rispetto alla sua controparte del romanzo e afferma esplicitamente che, anziché creare un parco che si rivolga agli estremamente ricchi (il suo motto è «non badare a spese»), è invece interessato a suscitare interesse per gli altri. Il Donald Gennaro del film possiede invece la maggior parte degli aspetti negativi e avidi dell'Hammond del romanzo.
Hammond ha una comprensione emotiva più profonda nella creazione di attrazioni per bambini e famiglie e vuole rendere il Jurassic Park una realtà scientifica. Osserva come la sua prima attrazione è stato un circo delle pulci motorizzato, ma per il parco vuole mostrare ai visitatori qualcosa di reale piuttosto che un'illusione. Tuttavia, è fuorviato nella sua ferma convinzione che le sue creazioni siano sotto controllo, poiché sottovaluta il potere della genetica e della natura. Ha anche poco riguardo per la ricerca scientifica pura, essendo più interessato all'ingegneria genetica. Quando il sistema di sicurezza si rompe, lui e il suo staff lavorano per ripristinare l'alimentazione e salvare gli esperti e i suoi nipoti mentre rimangono in una sala di controllo sicura. Alla fine, lui e gli altri sopravvissuti lasciano tristemente l'isola, con un Hammond depresso che concorda sul fatto che il parco è fallito.
Nel secondo film, Il mondo perduto - Jurassic Park (1997), Hammond è più anziano e la sua salute è cagionevole. Dopo l'incidente sull'altra isola della InGen, Isla Sorna, il consiglio di amministrazione solleva Hammond dal ruolo di CEO e assegna la posizione al nipote Peter Ludlow. Nel film viene affermato che Hammond aveva inizialmente iniziato la costruzione di Jurassic Park: San Diego, prima di abbandonare il progetto in favore della sede di Isla Nublar. Ludlow intende terminare la sede di San Diego e popolarla di dinosauri che ha intenzione di prelevare da Isla Sorna. Hammond dedica le risorse che gli restano a mantenere i dinosauri dell'isola isolati dal resto del mondo, cosa che ha fatto nei quattro anni successivi all'incidente di Isla Nublar. Invia una piccola squadra a Isla Sorna per documentare gli animali, in modo da poter raccogliere abbastanza opinione pubblica per preservare loro e l'isola. Hammond alla fine ha successo, con Isla Sorna dichiarata riserva naturale.
In Jurassic Park III (2001), Hammond viene menzionato solo durante la lezione di Grant sui Velociraptor: «Quello che John Hammond e la InGen hanno fatto a Jurassic Park è stato creare mostri geneticamente modificati per un parco a tema».

## Caratterizzazione
La prima descrizione del personaggio avviene nel capitolo "Hammond" (seconda iterazione). Hammond viene descritto come «un tipo brillante, un vero uomo di spettacolo». Donald Gennaro sottolinea come Hammond non sia molto alto e che abbia degli atteggiamenti molto infantili. Infatti, sin dal 1983, era solito portarsi appresso un elefantino in gabbia. Hammond è una persona strettamente legata al successo economico del parco e allo sfruttamento dell'ingegneria genetica, ed è lui a volere che la gente paghi migliaia di dollari per le visite al parco. Hammond odia profondamente il matematico Ian Malcolm, contrario fin dall'inizio al Jurassic Park, che teme che i dinosauri possano sfuggire di mano alla InGen, a scapito della sicurezza dei turisti. Nonostante gli avvertimenti di Malcolm, Hammond, anche dopo l'incidente del parco, continua sempre a pensare di diventare ricco e di trarre guadagno dal Jurassic Park, non preoccupandosi minimamente dei possibili pericoli. Per Michael Crichton, autore del romanzo Jurassic Park, Hammond è una versione malvagia di Walt Disney.

## Altri media

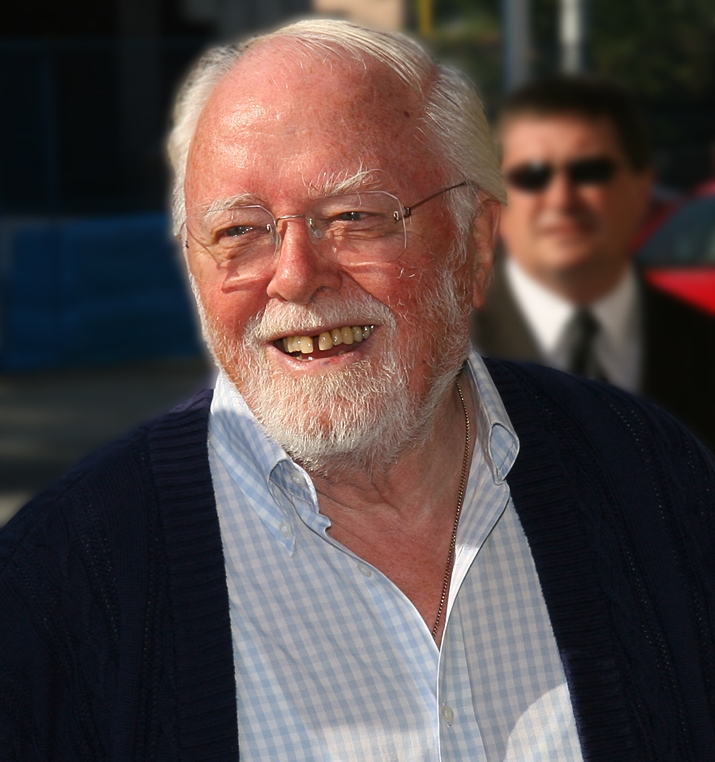
Richard Attenborough, interprete di John Hammond nelle trasposizioni cinematografiche

Nella serie di film su Jurassic Park, John Hammond è interpretato da Richard Attenborough con la voce italiana di Cesare Barbetti. Per il ruolo venne considerato Sean Connery, il quale rifiutò la parte. Jurassic Park (1993) di Steven Spielberg traspone sul grande schermo le vicende del primo libro di Michael Crichton. Il personaggio di John Hammond subisce alcune modifiche nel film rispetto al romanzo: se il personaggio del libro è un bieco arrampicatore sociale disposto ad ogni genere di scorrettezza per fare soldi, nel film invece appare come un anziano filantropo simpatico, onesto, eroico, comprensivo, gentile, protettivo, premuroso e sincero. A differenza della sua controparte cartacea, il personaggio cinematografico capisce la pericolosità del Jurassic Park e, alla fine, decide di non approvarlo, anche grazie alla persuasione della dottoressa Ellie Sattler. Sempre rispetto al romanzo, inoltre, Hammond riesce a fuggire dal parco e, quindi, non viene ucciso dal gruppo di Procompsognathus (in cui gli viene sostituito al suo posto dal sadico bracconiere Dieter Stark nel secondo film).
Il mondo perduto - Jurassic Park (1997), diretto sempre da Spielberg, traspone sul grande schermo le vicende del secondo libro di Crichton. Sopravvissuto alla fine del primo film (contrariamente al romanzo in cui non compare), Hammond ha perso il controllo della InGen a favore di suo nipote, Peter Ludlow, spietato uomo d'affari. Ludlow ha intenzione di sfruttare il sito B (Isla Sorna) per risollevare le sorti dell'azienda e Hammond richiede l'aiuto di Malcolm per fermare Ludlow e conservare l'ecosistema dei dinosauri sull'isola.
La morte di Hammond, assente nelle trasposizioni cinematografiche, ha ispirato quella di Dieter Stark nel secondo film. Stark, infatti, si divide dal resto del gruppo, cade giù da un pendio e viene ucciso non dai procompsognatidi (che uccidono Hammond nel romanzo), bensì da normali compsognatidi.
Nel romanzo, Hammond odia profondamente Ian Malcolm e non concorda con le sue teorie. Nei film, all'inizio, ammette di odiarlo (sia perché non approva il parco, ma soprattutto perché il matematico si prende gioco di lui), ma successivamente capisce che Malcolm aveva ragione e ammette le sue colpe.
In Jurassic Park III (2001) di Joe Johnston, Hammond non compare, ma viene solo menzionato da Alan Grant all'inizio del film.
In Jurassic World (2015) di Colin Trevorrow, due decenni dopo il disastro iniziale, il sogno di John Hammond, il quale è deceduto poco dopo gli eventi di San Diego nel 1997, si è finalmente realizzato con un nuovo parco a tema dinosauri completamente funzionante, costruito dalla Masrani Corporation, che acquistò la InGen nel 1998. L'impianto di clonazione sull'isola prende il nome da lui: Hammond Creation Lab, e in suo onore gli è stata anche dedicata una statua nel centro visitatori.
In Jurassic World - Il regno distrutto (2018) viene rivelato che Hammond fu il vecchio socio dell'anziano Benjamin Lockwood nella clonazione dei dinosauri, ma i due colleghi si separarono dopo che Lockwood volle sfruttare lo stesso esperimento per una clonazione umana.